# Liste de villes construites pour être des capitales
Cet article recense les capitales ayant été créées pour être la capitale du pays.  

## Généralités
Une capitale est une localité où siègent les institutions d'un pays ou d'un territoire. Si la plupart des capitales correspondent à des villes qui existaient avant d'être utilisées dans cette optique, certaines sont des villes nouvelles qui ont été créées spécifiquement pour accueillir ces institutions.
Les raisons d'une telle création sont très variables. On peut citer, par exemple :
- déplacer la capitale vers une zone métropolitaine moins peuplée ;
- avoir une meilleure localisation (en termes climatiques, par exemple) ;
- un compromis entre plusieurs autres villes, aucune ne souhaitant concéder aux autres le privilège d'être capitale.

## Liste

### Capitales nationales

#### Afrique

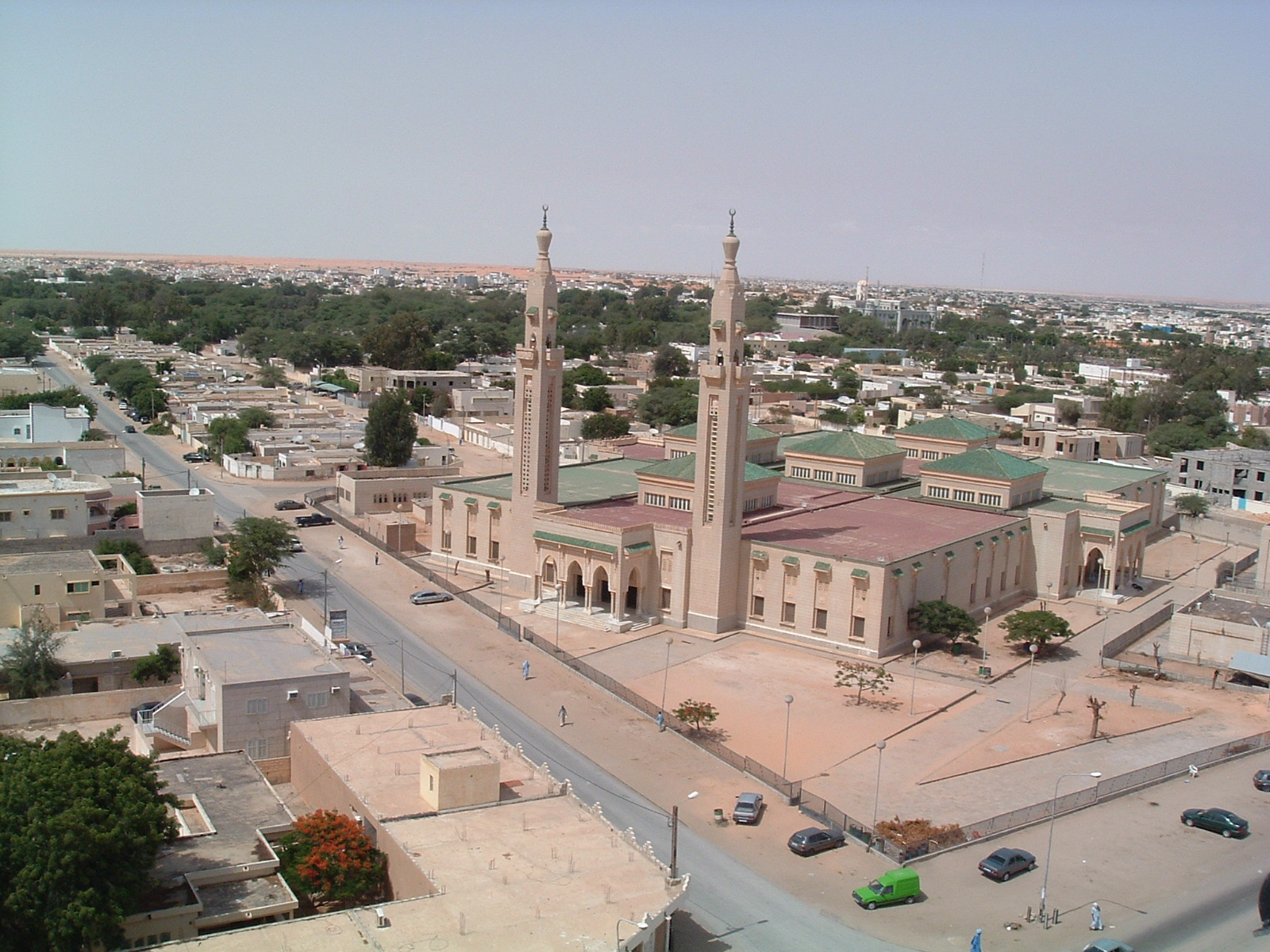
Nouakchott, Mauritanie.

- Botswana : Gaborone, déplacée en 1964 depuis Mahikeng en Afrique du Sud à l'indépendance du pays[1]
- Égypte antique : 
  - Itjitaoui planifiée sous la XIIe dynastie
  - Akhetaton fondée vers 1350 av. J.-C. par le pharaon Akhenaton
  - Pi-Ramsès édifiée sous les XIXe et XXe dynasties
  - Alexandrie fondée par Alexandre le Grand
- Mauritanie : Nouakchott, déplacée en 1958 depuis Saint-Louis au Sénégal
- Nigeria : Abuja, déplacée en 1991 depuis Lagos afin d'avoir un mélange entre les trois groupes ethniques majoritaires du pays : Yorubas, Igbos et Haoussas-Peuls. Parmi les autres raisons : une situation plus centrale et une zone métropolitaine surpeuplée à Lagos.
- Côte d'Ivoire : Yamoussoukro, déplcée en 1983, pour une situation plus centrale et une zone métropolitaine surpeuplée à Abidjan.

#### Amérique

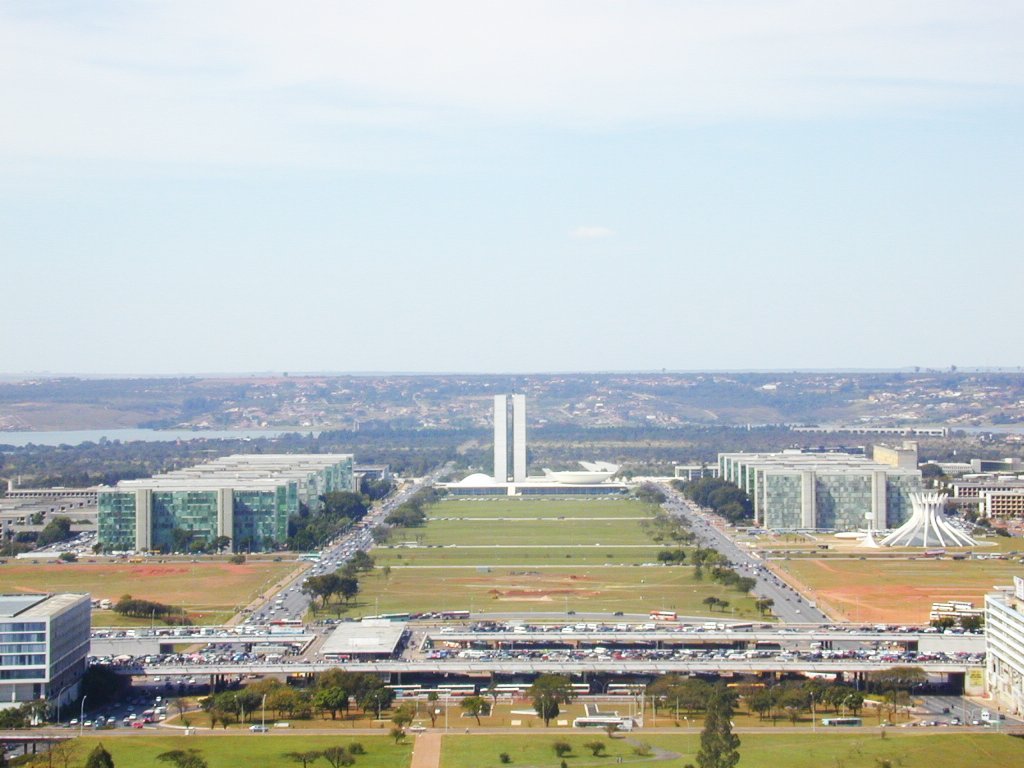
Brasilia, Brésil.

- Barbade : Bridgetown, déplacée en 1628 depuis James Town du fait d'une meilleure topographie et d'un meilleur port
- Belize : Belmopan, déplacée en 1970 depuis Belize City (le pays étant alors le Honduras britannique), la ville ayant été quasiment détruite par l'ouragan Hattie
- Brésil : Brasilia, déplacée depuis les années 1960 depuis Rio de Janeiro du fait de sa surpopulation, pour encourager la croissance à l'intérieur du pays, avoir une localisation de la capitale régionalement plus neutre et éviter une vulnérabilité aux attaques par la mer
- Canada : Ottawa, capitale fédérale choisie en 1857, pour mettre fin aux rivalités entre Montréal, Toronto, Québec et Kingston,
- États-Unis : Washington, déplacée en 1800 depuis Philadelphie
- Pérou : Lima, choisie comme capitale de la vice-royauté du Pérou en 1535. Cuzco était la capitale de l'Empire inca et Lima fut fondée quand les Espagnols en prirent le contrôle. Francisco Pizarro choisit le site de Lima sur la côte afin d'être plus accessible depuis le reste de l'Empire espagnol et moins vulnérables aux attaques provenant des hauteurs du Pérou

#### Asie
- Birmanie :

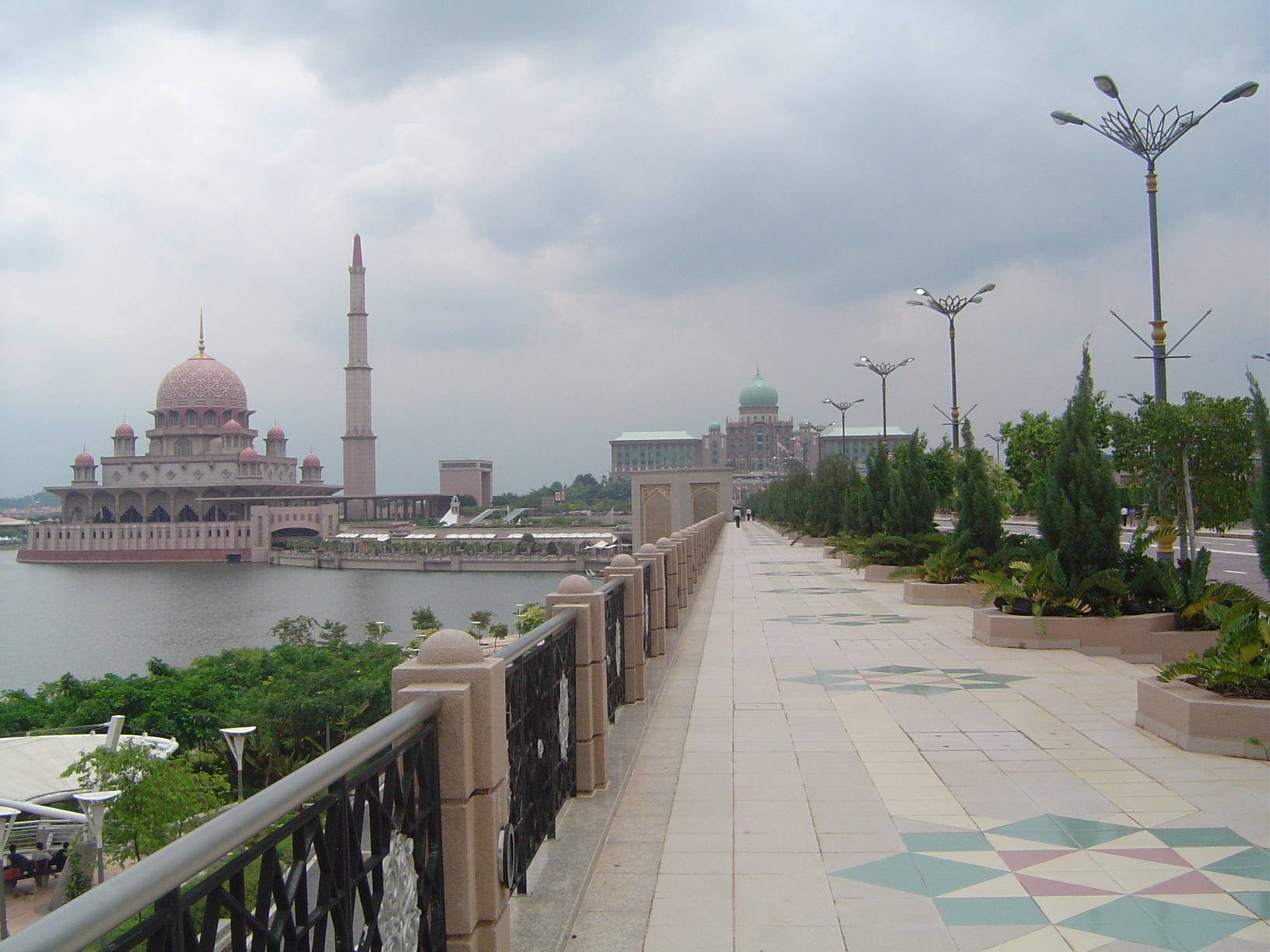
Putrajaya, Malaisie.

  - Mandalay, construite entre 1857 et 1859 par le roi Mindon, dernière capitale du royaume birman. Le site aurait été choisi selon une prophétie du Bouddha. Mandalay est actuellement la deuxième plus grande ville de Birmanie.
  - Naypyidaw, déplacée en 2005 depuis Rangoun vers une localisation plus centrale dans le pays
- Characène : Alexandrie de Susiane, actuellement en Irak, ville fondée par Alexandre le Grand en 324 av. J.-C.
- Royaume gréco-bactrien : Alexandrie de l'Oxus, actuellement en Afghanistan, ville fondée par Alexandre le Grand
- Inde : New Delhi, déplacée en  1912 depuis Calcutta ; la ville voisine de Delhi existait déjà et avait déjà servi de capitale à l'Empire moghol
- Japon :
  - Fujiwara-kyō, déplacée en 694 depuis Asuka ; déplacée à Nara en 710
  - Kyoto, déplacée en 794 depuis Nagaoka-kyō ; déplacée à Tokyo vers 1868
- Kazakhstan : Akmola, renommée Astana puis Noursoultan, est devenue capitale en 1997, à la suite d'Alma Ata
- Malaisie : Putrajaya, accueille depuis 2002 la branche administrative de l'État. Kuala Lumpur reste néanmoins la capitale officielle
- Pakistan : Islamabad, déplacée depuis 1967 de Karachi, déclarée capitale en 1974 ; entre 1967 et 1974, la capitale était Rawalpindi
- Philippines : Quezon City, déplacée en 1948 depuis Manille ; Manille redevient capitale en 1976
- Thaïlande : Ayutthaya, fondée en 1350 comme capitale de l'ancien royaume d'Ayutthaya

#### Europe
- Allemagne : Karlsruhe, capitale du Bade-Durlach en 1715, déplacée depuis Durlach ; devient capitale du margraviat de Bade unifié en 1771 ; cesse d'être capitale en 1945.
- France : Versailles, ville nouvelle siège du pouvoir royal de 1683 à 1789.
- Malte : La Valette, déplacée en 1566 depuis L-Imdina.
- Empire romain puis Empire byzantin : Constantinople, fondée en 330 par Constantin Ier, co-capitale avec Rome puis seule capitale de l'empire après 395.
- Russie : Saint-Pétersbourg, déplacée en 1712 depuis Moscou ; capitale retournée à Moscou en 1918.

#### Océanie
- Australie : Canberra, choisie comme compromis entre Sydney et Melbourne, les deux plus grandes villes du pays.
- Palaos : Melekeok, déplacée en 2006 depuis Koror

### Capitales subnationales

#### Amérique
- Argentine : La Plata, province de Buenos Aires, déplacée en 1882 depuis Buenos Aires
- Brésil :
  - Belo Horizonte, Minas Gerais, fondée en 1897 pour remplacer Ouro Preto
  - Goiânia, Goiás, déplacée en 1933 depuis la ville de Goiás
  - Palmas, Tocantins, fondée en 1990 comme capitale du nouvel État
  - Teresina, Piauí, déplacée en 1852 depuis Oeiras
- Canada : Victoria, Colombie-Britannique, fondée en 1849 comme capitale de la colonie de l'île de Vancouver
- États-Unis :
  - Columbia, Caroline du Sud, déplacée en 1790 depuis Charleston
  - Columbus, Ohio, déplacée en 1816 depuis Chillicothe
  - Indianapolis, Indiana, déplacée en 1825 depuis Corydon
  - Jackson, Mississippi, déplacée en 1821 depuis Natchez
  - Jefferson City, Missouri, déplacée en 1826 depuis Saint Charles
  - Lansing, Michigan, déplacée en 1847 depuis Détroit
  - Madison, Wisconsin, fondée en 1836, devient capitale en 1837 à la place de Burlington, dans l'Iowa
  - Pierre, Dakota du Sud, depuis 1889 lorsque le territoire du Dakota est divisé entre Dakota du Nord et Dakota du Sud, la capitale du territoire, Bismarck devenant la capitale du Dakota du Nord.
  - Raleigh, Caroline du Nord, déplacée en 1794 depuis New Bern
  - Salt Lake City, Utah, fondée en 1847 ; capitale de facto de l'Utah avant 1856 et de jure depuis
  - Savannah, Géorgie, fondée en 1733 comme capitale de la province de Géorgie
  - Tallahassee, Floride, déplacée en 1824 depuis les capitales des colonies de Floride Orientale et Floride Occidentale, Pensacola et Saint Augustine

#### Asie
- Corée du Sud : Changwon, Gyeongsang du Sud, déplacée en 1983 depuis Busan
- Inde :
  - Chandigarh, Pendjab et Haryana, depuis 1947, la partition des Indes ayant placé Lahore, la capitale du Pendjab, au Pakistan ; Haryana a été créé à partir du Pendjab indien en 1966 et partage sa capitale avec lui
  - Gandhinagar, Gujarat, fondée en 1960 à la suite de la division de l'État de Bombay en deux États
  - Amaravati Andhra Pradesh (en cours de construction), fondée à la suite de la scission du Telangana en 2014, Hyderabad restant provisoirement capitale des deux États
- Japon : Sapporo, Hokkaidō, déplacée au début des années 1870 depuis Hakodate
- Malaisie : Shah Alam, Selangor, déplacée en 1978 depuis Kuala Lumpur lorsque cette dernière est devenue un territoire fédéral
- Philippines :
  - Trece Martires, Cavite, déplacée en 1954 depuis la ville de Cavite
  - Molave, Zamboanga, déplacée en 1948 depuis Dipolog ; a cessé d'être la capitale à la suite de la division de la province entre le Zamboanga du Nord et le Zamboanga du Sud en 1952
  - Palayan, Nueva Ecija, déplacée en 1965 depuis Cabanatuan ; Cabanatuan conserve l'ancien capitole provincial et est toujours utilisée par le gouvernement
- Taïwan : Zhongxing New Village, province de Taïwan, déplacée en 1956 depuis Taipei.

#### Europe
- France : La Roche-sur-Yon, Vendée, transférée à partir de 1804 depuis Fontenay-le-Comte
- Pays-Bas : Lelystad, Flevoland, fondée en 1967 ; la province est presque entièrement constituée de terrains gagnés sur la mer
- Russie : Magas, Ingouchie, déplacée en 2002 depuis Nazran

#### Océanie
- Australie :
  - Adélaïde, Australie-Méridionale, fondée en 1836
  - Perth, Australie-Occidentale, fondée en 1829 comme capitale de la colonie de la rivière Swan

### Projets en cours et propositions
- Algérie : l'Algérie envisage de déplacer sa capitale actuellement située à Alger vers Boughezoul dans le centre du pays[2].
- Corée du Sud : la ville nouvelle de Sejong a été lancée en 2004 pour dégager la mégapole de Séoul de sa fonction de capitale politique. La ville est inaugurée à partir de 2012, hébergeant certains ministères et agences publiques. Elle a un statut de ville spéciale mais la capitale constitutionnelle reste à Séoul, contrairement au projet initial.
- Égypte : « nouvelle capitale » en construction, nommée Wedian. Elle se situe dans le gouvernorat du Caire.
- Guinée équatoriale : la ville d'Oyala, rebaptisée Ciudad de la Paz, est en construction afin de remplacer Malabo en tant que capitale.
- Indonésie : en 2010, le pays étudiait la relocalisation de sa capitale surpeuplée de Jakarta vers un nouveau site. En 2019, la décision a été prise, avec un déplacement à Kalimantan Est[3], sur l'île de Bornéo. La ville s'appellera Nusantara.
- Soudan du Sud : en février 2011, le gouvernement autonome du pays (pas encore indépendant) a adopté une résolution pour étudier le déplacement de la capitale vers une ville nouvelle. En septembre 2011, le gouvernement du nouveau pays a approuvé le projet de construire cette capitale à Ramciel dans l'État des Lacs.